# 90210: Новое поколение (сезон 2)
Второй сезон сериала «90210: Новое поколение» транслировался с 8 сентября 2009 по 18 мая 2010 года на телеканале The CW. Действие сериала начинается летом, спустя несколько месяцев после событий финального эпизода первого сезона, пришедшихся на вечеринку по случаю выпускного. Роб Эстес, Шеней Граймс, Тристан Уайлдз, Анна-Линн Маккорд, Райан Эгголд, Джессика Строуп, Майкл Стэгер и Лори Локлин вновь вошли в основной актёрский состав сериала, в то время как Дастин Миллиган покинул шоу в результате расторжения контракта, который подразумевал участие актёра и во втором сезоне. Официальной причиной было названо «творческое решение», так как «персонаж исчерпал себя».
Новый исполнительный продюсер Ребекка Синклэр сказала, что шоу «нуждается в обновлении». Она наняла новую команду сценаристов, и по её решению были построены новые декорации: «Сплетница» рассказывает о молодёжи Нью-Йорка, а я хочу сделать шоу о молодёжи Лос-Анджелеса и Беверли-Хиллз!» Кроме того, Синклэр сказала, что хочет больше внимания уделять новым персонажам, а «не надеяться на героев классического сериала», хотя Дженни Гарт и Энн Джиллеспи вернулись в нескольких эпизодах второго сезона.
Первый эпизод нового сезона посмотрело 2,56 млн зрителей — это самый высокий показатель с января 2009 года.
В России второй сезон транслировался с 18 июля по 17 августа 2011 года на канале MTV Россия.
Повторный показ второго сезона транслировался с 1 мая 2014 года по 22 мая 2014 года на телеканале СТС Love каждый день в 17:00 и повтором в 13:20 — был показан весь второй сезон сериала с полным дублированным озвучиванием.

## Сюжет
Вот и подходит к концу лето, которое многие школьники провели на летних занятиях: из-за звонка Энни в полицию многих задержали, и в качестве наказания они должны были посещать летние занятия. Однако впереди несколько дней свободы до начала нового учебного года, и многое изменилось в жизни героев.
Энни стала всеобщим изгоем после ссоры с Наоми. К тому же, девушке не дают покоя воспоминания о её поступке: в ночь, когда она уехала с вечеринки, Энни сбила неизвестного мужчину машиной и уехала прочь. Кроме того, грянули новые неприятности: Наоми заполучила фото обнажённой Энни, которая, напившись, развлекалась с парнем по имени Марк Дрисколл. И что ещё хуже, в школе объявляется новый ученик — Тэдди Монтгомери. Именно он нашёл тело мужчины, который по неизвестным причинам завещал огромное состояние школе Западного Беверли-Хиллз. Кроме того, у Энни вскоре начинается роман с Джаспером — племянником погибшего добродетеля.
У Гарри и Дебби тоже хлопот достаточно: мало того, что Диксон, скрывая свой возраст, начал встречаться с Сашей — женщиной, которая значительно старше него, так ещё вскоре она заявляет, что ждёт от юноши ребёнка. И только им кажется, что окрылённая счастьем Энни наконец вернулась к жизни, пригласив Джаспера на ужин в дом Уилсонов, как Диксон ошарашивает их сплетней, что Джаспер — наркодилер. Вскоре, выясняется, что это правда — именно он продавал Адрианне наркотики после её нервного срыва.
Навид и Адрианна продолжают встречаться, однако появление Тэдди — как выяснилось, первой любви девушки — вносит сумятицу в идиллию: Адрианна разрывается между Тэдди и Навидом и в итоге теряет обоих — Тэдди заинтересовался Сильвер, а Навид не может простить измену любимой. Не выдерживая расставания, девушка возвращается к жизни, из которой с трудом выбралась менее года назад.
У Сильвер также нелёгкие времена. Её мать Джеки умирает от рака, и женщина просит прощения у дочерей, однако Келли настроена решительно — она не хочет, чтобы Сильвер общалась с матерью. Однако, когда Джеки становится хуже, и Келли думает, что её мать умерла, женщина рада возможности извиниться перед Джеки, узнав, что это не так. Кроме того, в отношениях Гарри и Келли, возникла проблема — кажется, школьный психолог влюбился в директора.
Наоми всё ещё не знает правды о той ночи, когда её сестра Джен переспала с Лиамом. Да и юноша не торопится рассказать всю правду — Джен шантажирует его, угрожая тем, что заставит решительно настроенного отчима Лиама надолго отправить пасынка в военную школу. А новенькая Айви Салливан влюбилась в Лиама, хоть юноша, кажется, этого вовсе не замечает. Между тем, Лиам с друзьями строят план разоблачения Джен, которая полностью окунулась в роман с мистером Мэтьюзом: ребята заманивают Наоми и Джен на ипподром, где подаренная миллионером Джен лошадь участвует в скачках. Друзья подстраивают всё так, что Наоми подслушивает разговор Джен и Лиама, в котором та признаётся, что переспала с Лиамом в вечер, когда Наоми устроила вечеринку, а тот факт, что Наоми решила обвинить во всём Энни, лишь играет ей на руку. В итоге Наоми перестаёт общаться с сестрой, а Райан разрывает отношения с Джен.
Наоми не готова простить Лиама, но пытается заслужить прощение Энни, и решает убедить её расстаться в Дажспером. Сначала Энни не хочет её даже слушать, но со временем выясняется, что Джаспер догадался, что это именно Энни сбила его дядю. Джаспер начинает шантажировать девушку, и она не может разорвать с ним отношения. Когда же терпению Энни приходит конец, Джаспер пытается покончить жизнь самоубийством, но попытка оказывается неудачной. Когда Энни приходит в больницу, чтобы навестить Джаспера, юноша говорит, что отпускает её и не расскажет никому о том, что знает.
Адрианна пытается найти себя и начинает петь в музыкальной группе, в которой играет на гитаре новая подруга Навида, журналистка Лайла. Попутно у Адрианны развиваются близкие отношения с девочкой по имени Джия, которые постепенно перерастают в роман. После одной из ссор Джия изменяет Адрианне со своей бывшей девушкой, и пара расстаётся, сохранив дружеские отношения. Вскоре талант Адрианны замечает мать Айви, Лорел Купер, работающая музыкальным продюсером, которая предлагает девушке контракт и запись дуэта с певцом Хавьером Луной. При этом Лорел не заинтересована в заключении контракта с группой. Поняв, что по-прежнему влюблён в Адрианну, Навид расстаётся с Лайлой.
Наоми наконец прощает Лиама, у которого начинается очередная тяжёлая полоса — отчим слишком давит на него, а появившийся из ниоткуда отец клянётся, что останется с сыном и поддержит его в трудную минуту. Лиам крадёт коллекцию ценных монет и отдаёт их отцу, который тут же сбегает из города. Чтобы отвлечься от неприятностей, Лиам начинает строительство лодки. В этом ему помогает Энни. А Наоми занята своими проблемами — она пытается заработать хорошую характеристику для поступления в колледж и начинает активную социальную жизнь. В частности, становится ведущей на школьном телевидении, рассказывая сплетни о жизни школьников и преподавателей. Конфликт интересов приводит к тому, что новый руководитель информационного отдела школы, мистер Майлз Кэннон, выгоняет Наоми, и та в отместку говорит своим подругам, что учитель приставал к ней. Постепенно её враньё растёт как снежный ком, и Лиам с подругами девушки уговаривают Наоми подать в суд на учителя. Однако до того, как началось разбирательство, Наоми признаётся, что всё выдумала. В итоге ей назначают исправительные работы.
Конец года оказался трудным для всех — Сильвер, чьего внимания наконец добился Тэдди, решает познакомиться с отцом Тэдди, высокомерным актёром и звездой кино Спэнсом Монтгомери, который показывает себя не с самой лучшей стороны. Лиам, который устал от эгоизма Наоми, решает порвать с девушкой и приглашает Энни на прогулку на яхте, строительство которой он недавно закончил. Во время прогулки Энни признаётся, что это она сбила дядю Джаспера и теперь хочет рассказать обо всём родителям. Джен возвращается в Калифорнию с ошеломительными новостями — она беременна. Во время школьного бала Наоми оказывается в кабинете мистера Кэннона, который принял обвинения в сексуальном домогательстве со стороны Наоми за флирт, и в итоге действительно насилует девушку.

## Кастинг
Новый исполнительный продюсер Ребекка Синклэр заявила, что второй сезон не должен надеяться на Дженни Гарт, Тори Спеллинг и Шеннен Доэрти для того, чтобы поднять рейтинги. Частью изменений стало продвижение актёра Мэтта Лантера — он перешёл из ранга приглашённой звезды в основной состав шоу, а Дастин Миллиган, игравший Итана Уорда, наоборот покинул сериал, хотя его первоначальный контракт включал участие в новом сезоне.
Тревор Донован получил роль теннисиста Тэдди Монтгомери, первого парня Адрианны. Звезда сериала «Закон и порядок» Элизабет Ром сыграла роль жены Джейсона — нового ухажёра Наоми, который значительно старше неё. Румер Уиллис исполнила роль девушки по имени Джия — «миловидной лесбиянки, который не боится высказывать своё мнение». Джон Шнайдер сыграл отчима Лиама.
Дженни Гарт вновь сыграла Келли Тейлор в нескольких эпизодах, включая финал сезона. Энн Джиллеспи же исполнила роль Джеки Тейлор, матери Келли и Эйрин, пытающейся наладить отношения со своими дочерьми.
«Сплетница» рассказывает о молодёжи Нью-Йорка, а я хочу сделать шоу о молодёжи Лос-Анджелеса и Беверли-Хиллз!»
Джиллиан Зинцер сыграла роль Айви Салливан, девушки с характером мальчишки, ставшей объектом внимания Лиама, а позже и Диксона. Келли Линч получила роль Лорел Купер — музыкального продюсера и матери Айви, «хиппи по своей натуре», в одиночку растившей дочь. Бывшая звезда сериала «Бухта Доусона», Хэл Озсан, сыграл руководителя школьного информационного отдела, мистера Майлза Кэннона, которого Наоми обвинит в сексуальных домогательствах. Актёр Скотт Паттерсон исполнил роль Джека Курта, отца Лиама, в нескольких сериях, а звезда Райан О’Нил сыграл заносчивого актёра Спэнса Монтгомери, отца Тэдди, с которым у Сильвер начались трения в финальных эпизодах шоу, начиная с апреля 2010 года. Тревис Ван Винкл сыграл Джейми, студента-футболиста из Калифорнийского университета, с которым у Наоми начался роман.
| - Шеней Граймс — Энни Уилсон - Тристан Уайлдз — Диксон Уилсон - Мэтт Лантер — Лиам Курт - Анна-Линн МакКорд — Наоми Кларк - Майкл Стэгер — Навид Ширази - Джессика Строуп — Эйрин Сильвер - Джессика Лаундс — Адрианна Тэйт-Дункан - Джиллиан Зинцер — Айви Салливан - Райан Эгголд — Райан Мэттьюз - Лори Локлин — Дэбби Уилсон - Роб Эстес — Гарри Уилсон | - Тревор Донован — Тэдди Монтгомери - Джиллиан Зинцер — Айви Салливан - Энн Uиллеспи — Джеки Тейлор-Сильвер - Сара Фостер — Джен Кларк - Мекиа Кокс — Саша - Блейк Худ — Марк Дрискол - Элизабет Рём — Битси Эпштейн - Коди МакМэйнс — Стюарт - Скотт Паттерсон — Финн Курт - Эйприл Паркер-Джонс — Дана Боуэн - Закари Рей Шерман — Джаспер Герман - Румер Уиллис — Джия - Хэл Озсан — Мистер Майлз Кэннон - Джулианна Гилл — Саванна Монтгомери - Грег Воган — Кай - Джон Шнайдер — Джеффри Саркосян - Сара Даниэль Мэдисон — Колин Саркосян - Трэвис Ван Винкл — Джейми - Джонатан Трент — Ричард Картер - Райан О’Нил — Спэнс Монтгомери - Диего Бонета — Хавьер Луна - Келли Линч — Лорел Салливан - Эмбер Уоллес — Лайла - Шон Дюк — Омар Ширази - Фабиана Уденио — Атуса Ширази - Мэйв Квинлен — Констанс Дункан |

## Съёмки
В 2009—2010 годах второй сезон сериала выходил в эфир по вторникам в 20:00 по Западному времени (19:00 по Центральному) перед новым шоу «Мелроуз-Плейс», который также представляет собой продолжение проекта Даррена Стара, в свою очередь являющегося спин-оффом классического «Беверли-Хиллз, 90210». Компания «CBS Television Studios» продюсировала шоу под руководством исполнительного продюсера Ребекки Синклэр.
Синклэр наняла новых сценаристов, построила новые декорации и радикально обновила имидж персонажей. Кроме того, были созданы новые вступительные титры, сопровождающиеся новой версией классической темы сериала, написанной Джоном И. Дэвисом. Музыкальная тема была издана на официальном саундтреке сериала «90210: The Soundtrack». Сценарий премьерного эпизода написала сама Ребекка Синклэр, а серию снял Стюарт Гиллард.

## Эпизоды
| № | №  | Название                                                            | Режиссёр          | Сценарист(ы)                         | Дата показа в США | Зрители |
| --- | -- | ------------------------------------------------------------------- | ----------------- | ------------------------------------ | ----------------- | ------- |
| 25 | 1  | «To New Beginnings!» «За новые начала!»                             | Стюарт Гиллард    | Ребека Синклэр                       | 8 сентября 2009   | 2,56    |
| Ребята возвращаются в школу после длительных летних каникул, которые большинство из школьников провело на летних занятиях в наказание за запрещённую вечеринку. Ребята решают провести последние дни лета в «Пляжном клубе Беверли-Хиллз», где встречают красавца-теннисиста Тэдди — нового ученика и бывшего парня Адрианны. Если для многих новый год кажется перспективным, некоторые не разделяют всеобщего оптимизма — как, например, Энни, поссорившись с братом и всеми друзьями. Гарри и Дебби, обеспокоенные поведением дочери, даже не догадываются, что побудило девушку измениться до неузнаваемости. Тем временем, Навид планирует идеальный вечер с Адрианной, чтобы, наконец, лишиться девственности, а Диксон узнаёт о смс-переписке, которая ставит точку в их отношениях с Сильвер. |    |                                                                     |                   |                                      |                   |         |
| 26 | 2  | «To Sext Or Not To Sext» «Сексемэска»                               | Тони Уорнби       | Дженни Шнайдер                       | 15 сентября 2009  | 2,42    |
| Слухи о существовании фото обнажённой Энни разлетаются по школе, из-за чего между Энни и её братом Диксоном возникают серьёзные разногласия. Желая отвлечься от своих домашних проблем, Лиам вместе с Тэдди и Диксоном решают попробовать попасть в команду по сёрфингу. Тем временем, Райан переживает за свои отношения с Джен, которая продолжает настраивать Наоми против Энни, а Энни узнаёт из школьного интервью, что это именно Тэдди нашёл труп человека, которого она сбила. |    |                                                                     |                   |                                      |                   |         |
| 27 | 3  | «Sit Down, You’re Rocking The Boat» «Сядь — ты раскачиваешь лодку!» | Дженис Кук        | Марк Дрисколл                        | 22 сентября 2009  | 2,17    |
| Диксон знакомится с девушкой своей мечты — Сашей, но она гораздо старше него, и поэтому юноша скрывает свой истинный возраст, а Тедди устраивает вечеринку на яхте своего отца. Фото обнажённой Энни разлетаются по школе, а вражда между ней и Наоми достигает своего апогея, когда Энни начинает в подробностях описывать секс с Лиамом. Лиам начинает работу над загадочным проектом. Гарри пытается справиться с ситуацией и обращается за поддержкой к Келли. Тем временем, Сильвер пытается вернуть Диксона, а между Навидом и Адрианной вновь встаёт Тедди. |    |                                                                     |                   |                                      |                   |         |
| 28 | 4  | «The Porn King» «Порно-магнат»                                      | Джеймс Конвэй     | Мария Мадженти и Джордан Бадди       | 29 сентября 2009  | 2,46    |
| Поездка Саши и Диксона чуть было не заканчивается ссорой, когда Саша находит продукцию «индустрии для взрослых» в машине Навида, которую Диксон занял у друга. Джиа и Сильвер должны взять интервью у Джаспера — племянника мужчины, которого сбила Энни. Адрианна колеблется в выборе между Навидом и Тэдди и в конце концов проводит ночь с Навидом, а Лиам находит способ отомстить Джен. |    |                                                                     |                   |                                      |                   |         |
| 29 | 5  | «Environmental Hazards» «Экологическая катастрофа»                  | Джейми Рэббит     | Падма Алтури и Джейми Шнайдер Урман  | 6 октября 2009    | 2,09    |
| Наоми узнаёт, что её школьные оценки не позволят ей учиться в Калифорнийском университете. Поэтому она решает влюбить в себя сына декана — юношу по имени Ричард, напросившись на частные уроки с ним, однако вскоре понимает, что ей очень нравится красавец Джейми. У Саши возникают подозрения насчёт возраста Диксона, и она начинает следить за юношей, придя к выводу, что Дебби — его любовница, однако, после встречи в косметическом салоне девушка узнаёт всю правду о своём возлюбленном. Адрианна и Навид отправляются на двойное свидание с Тэдди и его девушкой, однако вспыхнувшие чувству Адрианны к Тэдди становятся причиной неловкой ситуации. Сильвер, между тем, приходит на встречу анонимных алкоголиков своей матери Джеки, чтобы позже узнать от Адрианны, что женщина умирает от рака. |    |                                                                     |                   |                                      |                   |         |
| 30 | 6  | «Wild Alaskan Salmon» «Дикий лосось с Аляски»                       | Лиз Фридлендер    | Марк Дрисколл                        | 13 октября 2009   | 2,38    |
| Келли и Сильвер пытаются прийти в себя после ужасных новостей, касающихся их матери, однако каждая справляется по-разному: Келли просит Джеки, чтобы та оставила Сильвер в покое и больше не просила о встрече. Адрианна говорит Навиду, что ей нужно побыть некоторое время одной, хотя всё, что ей сейчас нужно — внимание Тэдди. Джен продолжает свою двойную игру и просит у Наоми большую сумму наличных. Случайная встреча Джаспера и Энни оборачивается приятным вечером, когда между молодыми людьми возникают отношения, которые будет непросто порвать. А Гарри и Райан, между тем, проводят весёлый вечер в местном баре. |    |                                                                     |                   |                                      |                   |         |
| 31 | 7  | «Unmasked» «Маски долой!»                                           | Миллер Тобин      | Дженни Шнайдер Урман                 | 20 октября 2009   | 2,25    |
| Наступает время Хэллоуина, и в «Пляжном клубе Беверли-Хиллз» намечается вечеринка. Адрианна пытается пережить разрыв отношений с Навидом. Келли и Сильвер никак не прейдут к единому мнению о ситуации с Джеки. Диксон решает порвать отношения с Сашей, но позже девушка признаётся, что беременна. Окунувшись в заботы о матери и работу над школьным проектом, Сильвер осознаёт, что между ней и Тэдди гораздо больше общего, чем ей казалось раньше. Дебби ревнует Гарри к Келли, и из-за этого в семье Уилсонов возникает серьёзная ссора. Энни сбита с толку, когда Джаспер предлагает девушке нарушить закон, чтобы снять сцену фильма. У Лиама возникает соперничество с Айви Салливан — новенькой девчонкой в команде сёрферов. Наоми продолжает встречаться с Ричардом, хотя очевидно, что она неравнодушна к Джейми. А Гарри понимает, что Келли, возможно, в него влюблена.                                                                     |    |                                                                     |                   |                                      |                   |         |
| 32 | 8  | «Women’s Intuition» «Женская интуиция»                              | Джей Миллер Тобин | Дженни Шнайдер Урман                 | 3 ноября 2009     | 1,92    |
| У Дебби возникают подозрения насчёт беременности Саши, и вскоре женщина понимает, что её они небеспочвенны. У Адрианны происходит нервный срыв, и она вновь начинает употреблять наркотики, которые купила у Джаспера. Отношения Джен и Райана выходят на официальный уровень, а Лиам всё ещё пытается вернуть внимание Наоми. |    |                                                                     |                   |                                      |                   |         |
| 33 | 9  | «A Trip To The Moon» «Путешествие на Луну»                          | Рик Розенталь     | Дженни Шнайдер и Пол Скариотта       | 10 ноября 2009    | 2,06    |
| Джеки и Тэдди устраивают маленькую вечеринку-сюрприз в честь полуднюхи девушки, с помощью которой мать решила вернуть дочери её пропущенное детство. Лиам, Тэдди, Диксон и Айви разрабатывают план, благодаря которому они смогут вывести Джен на чистую воду. Гарри и Дебби рассказывают сыну всю правду о Саше после того, как он узнаёт о придуманном выкидыше. Энни решает впервые заняться любовью с Джаспером. Тем временем, Навид даёт понять Джасперу, что он знает о том, что Адрианна покупала наркотики именно у него. |    |                                                                     |                   |                                      |                   |         |
| 34 | 10 | «To Thine Own Self Be True» «Оставаться верным себе»                | Майк Листо        | Бен Дуган                            | 17 ноября 2009    | 2,10    |
| Энни говорит Дебби и Гарри, что у неё есть парень, и что Джаспер очень хочет прийти на ужин, чтобы познакомиться с ними. Между Дебби и Диксоном происходит крупная ссора из-за Саши. Тем временем, Келли решает поддержать Сильвер в ситуации с их матерью, но сама отказывается мириться с Джеки. Поездка за город заканчивается неожиданно для Райана и Джен. Навид пытается поговорить с Адрианной о том, что она вновь начала употреблять наркотики, однако их разговор заканчивается очередной ссорой. Между тем, Ричард и его мать-декан видят, как Наоми и Джейми целуются. |    |                                                                     |                   |                                      |                   |         |
| 35 | 11 | «And… They Are Off» «Скачки»                                        | Гарри Синклэр     | Ребека Рэнд Киршнер и Натали Крински | 1 декабря 2009    | 2,15    |
| Навид пытается вспомнить, кто же столкнул его с лестницы. Кажется, Адрианна находится на пороге жизненно важных перемен, когда понимает, как далеко завело её пристрастие к наркотикам. Наоми и Джен собираются на скачки, где в забеге будет участвовать лошадь, купленная Джен на деньги Наоми. Сильвер и Тэдди сближаются, а Адрианна навещает Навида в больнице. Ребятам удаётся раскрыть Наоми глаза на настоящую Джен, однако облегчения от этого Лиам не испытывает. Между тем, Джаспер и Энни продолжают тайно встречаться, несмотря на запреты Гарри и Дебби, а вскоре Энни узнаёт, что Джаспер — наркодилер. |    |                                                                     |                   |                                      |                   |         |
| 36 | 12 | «Winter Wonderland» «Зимняя сказка»                                 | Дэвид Уоррен      | Дженни Шнайдер                       | 8 декабря 2009    | 1,91    |
| Скоро должны состояться ежегодные школьные танцы. Лиам всячески пытается найти способ извиниться перед Наоми, а Навид просит Адрианну рассказать администрации школы, что Джаспер продавал ей наркотики. Кроме того, юноша уверен, что это именно Джаспер столкнул его с лестницы. Дебби пытается наладить отношения с Диксоном, а Лиам наконец получает возможность помириться с Наоми, разбив сердце Айви. На танцах ребята рассказывают всю правду о Джаспере Энни. Попытки Тэдди выразить свои чувства к Сильвер вызывают ревность Диксона, и юноша целует Сильвер. Между тем, Джаспер признаётся Энни, что он знает, что это она сбила его дядю. |    |                                                                     |                   |                                      |                   |         |
| 37 | 13 | «Rats & Heroes» «Предатели и герои»                                 | Стюарт Гиллард    | Марк Дрискол и Падма Л. Алтури       | 9 марта 2010      | 1,68    |
| Наоми возвращается с каникул в Сэнт-Барте, с нетерпением ожидая встречи с Лиамом. Адрианна и Джиа неожиданно встречаются на собрании Анонимных Алкоголиков, и в конце концов целуются в Пляжном Клубе. Навид и Диксон строят план, согласно которому Джаспер должен исчезнуть из жизни Энни, и для этого решают выяснить, как сильно юноша связан с распространением наркотиками в школе. Между тем, Диксон пытается вернуть Сильвер, а девушка отрицает свои чувства к Тэдди. А между Дэбби и Келли происходит ссора, так как Дэбби подозревает, что Келли влюблена в Гарри. |    |                                                                     |                   |                                      |                   |         |
| 38 | 14 | «Girl Fight» «Девичьи разборки»                                     | Фред Гербер       | Ребека Рэнд Киршнер и Дженни Шнайдер | 16 марта 2010     | 1,86    |
| Кларк решает подружиться с Айви ради Лиама, и троица отправляется на прогулку. Наоми, однако, вскоре, догадывается о скрытых мотивах Айви, и между девушками завязывается драка. Наоми, Адрианна и Сильвер отправляются за покупками в «Palisades», где встречают Энни и Джаспера, шантажирующего дочь директора фотографиями с места преступления. Неожиданная встреча сближает Адрианну и Джиа. Сильвер и Тэдди подумывают о том, чтобы начать встречаться. Райан знакомится в баре с Лорел, а семейство Уилсонов посещает неожиданный гость. |    |                                                                     |                   |                                      |                   |         |
| 39 | 15 | «What’s Past Is Prologue» «Это лишь начало»                         | Норман Бакли      | Дэниэл Аркин                         | 23 марта 2010     | 1,51    |
| Джиа поддерживает Эйд, когда та собирается на прослушивание в музыкальную группу — журналистка признаётся, что влюбилась в певицу. Родная мать Диксона, Дана, наносит Уилсонам неожиданный визит и пытается наладить отношения с сыном. Сильвер и Тэдди идут на первое официальное свидание, но девушка не может смириться с плейбойским прошлым парня и просить Наоми помочь ей всё выяснить. Навид возвращается в школу после того, как его отстранили от занятий, и узнаёт, что Наоми ведёт колонку сплетен в новостях школьной редакции. Ширази решает устроить свою личную жизнь и приглашает журналистку Лайлу на свидание. Энни понимает, что Джаспер следит за ней повсюду. Дэбби рассказывает своему инструктору по йоге Каю о приезде родной матери Дикса. |    |                                                                     |                   |                                      |                   |         |
| 40 | 16 | «Clark Raving Mad» «Наоми в гневе»                                  | Стюарт Гиллард    | Тодд Химмэл                          | 30 марта 2010     | 1,48    |
| Наоми объявляет войну новому руководителю школьной газеты «Blaze», мистеру Кеннону, когда он отчитывает её перед друзьями. После того, как ей не удаётся уговорить Навида принять её сторону, она решается на небольшую ложь, которая вырастает в громадный снежный ком, когда девушка говорит подругам, что преподаватель к ней приставал. Адрианна становится вокалисткой группы «The Glorious Steinems» и признаётся Сильвер и Наоми в своих чувствах к Джиа. Тэдди пытается проверить Сильвер, вызвав у неё ревность. Диксон продолжает знакомиться с родной матерью. Лиам застаёт отчима с другой женщиной. Дэбби соглашается выпить чашку чая с инструктором по йоге Каем, но парень переходит границы дозволенного. |    |                                                                     |                   |                                      |                   |         |
| 41 | 17 | «Sweaty Palms & Weak Knees» «Нервная дрожь»                         | Киршна Рао        | Бен Дуган                            | 6 апреля 2010     | 1,33    |
| Энни получает тревожный звонок от Джаспера, собирающегося покончить с собой. Адриана и Джиа заявляют о своих отношениях. Энни приходит в себя после того, как Джаспер прыгает с надписи «Голливуд». Сильвер и Тэдди решают пойти на двойное свидание с Лиамом и Наоми, что заставляет Диксона и Айви чувствовать себя лишними — они устраивают себе фальшивое свидание. Адриана и её группа впервые выступают в пляжном клубе — в честь такого события Тэйт-Дункан публично объявляет о своём романе с Джиа. Курт настаивает, чтобы Наоми заявила о сексуальных домогательствах: ей приходится продолжать лгать — вскоре ситуация совсем выходит из-под контроля. |    |                                                                     |                   |                                      |                   |         |
| 42 | 18 | «Another Another Chance» «Очередной второй шанс»                    | Милисент Шелтон   | Скотт Вейнгер                        | 13 апреля 2010    | 1,45    |
| Наоми вынуждена давать показания перед школьным советом, а отец Лиама приезжает в Беверли. Маленькая ложь Кларк разнеслась по всей школе, и когда ей пришлось давать показания перед школьным советом, она выдала новость, которой никто не ждал. Энни наконец забыла о Джаспере, но когда они с Сильвер оказались там, где она когда-то сбила человека, её опять начало мучить чувство вины. После фиктивного свидания Айви с Диксоном принимают неожиданное решение. Дружеская беседа Адрианны и Навида не по душе их новым половинкам — Джиа и Лайле. Ссора между Эйд и её подружкой заканчивается тем, что Джиа ищет утешения у своей бывшей девушки. Лиаму наносит неожиданный визит его отец, Финн, который только вышел из тюрьмы. Несмотря на то, что Айви предупреждала Райана, что её мать сплошная проблема, учитель продолжает с ней встречаться.                                                                                               |    |                                                                     |                   |                                      |                   |         |
| 43 | 19 | «Multiple Choices» «Альтернатива»                                   | Лиз Фридлендер    | Пол Скариотта                        | 27 апреля 2010    | 1,54    |
| После того, как Наоми ложно обвинила куратора мистера Кэнона в сексуальных домогательствах, её приговорили к общественным работам и публичному извинению перед людьми, которым она доставила неприятности. Лиам пытается наладить отношения с отцом. Ребята готовятся к тесту, Сильвер не соглашается с решением Тэдди продолжать спортивную карьеру вместо того, чтобы учиться дальше. Их отношения проходят проверку на прочность, когда на горизонте появляется великая кинозвезда — Спэнсор Монтгомери, отец Тэдди. Навид и Диксон устраивают подпольную вечеринку для игроков, в результате которой младший Уилсон оказывается должен кучу денег Марку — тому самому, который поработал фотографом его сестры. Дэбби рассказывает Гарри про поцелуй с Каем. Энни слышит их ссору и обращается за поддержкой к Лиаму. Когда Наоми начинает казаться, что жизнь стала налаживаться, её сестра Джен возвращается в Беверли-Хиллз.                         |    |                                                                     |                   |                                      |                   |         |
| 44 | 20 | «Meet The Parents» «Знакомство с родителями»                        | Стюарт Гиллард    | Джессика Чэффин                      | 4 мая 2010        | 1,43    |
| Наоми и Джен продолжают борьбу друг с другом — только младшей Кларк начинает казаться, что она одержала верх, как сестра опускает девушку с небес на землю. Сильвер нервничает перед новой встречей с отцом Тэдди, и как покажет время, не зря — встреча проходит не так, как ожидалось. Адрианна пытается написать вторую песню и обращается за помощью к Навиду, который начинает понимать, что всё ещё любит свою бывшую девушку. Тем временем, Адрианна записывает дуэт с идолом подростков — Хавьером Луна, который быстро очаровывает её. Энни ссорится с родителями — ей не нравится решение, которое они приняли относительно их общего будущего. |    |                                                                     |                   |                                      |                   |         |
| 45 | 21 | «Javianna» «Хавьер + Адрианна»                                      | Джеймс Л. Конвэй  | Дженни Шнайдер Урман                 | 11 мая 2010       | 1,45    |
| У Адрианны начался роман с Хавьером, а Навид пытается собраться с силами и признаться девушке в своих чувствах. Тэдди отказывается от предложения отца разорвать свои отношения с Сильвер, и тогда молодые люди решают провести вместе ночь. Джен берёт под контроль финансы Наоми и урезает её траты: Наоми слишком озабочена утратой кредитных карточек, чтобы понять, как Лиам переживает отъезд отца. Поэтому парень обращается за утешением к Энни. Айви предлагает Диксону провести лето с ней и её матерью в Австралии, но Уилсоны воспринимают эту новость без восторга. Дэбби и Гарри ссорятся ещё больше, когда мать Диксона узнаёт, что муж скрывал от неё проблемы сына с азартными играми. Джаспер возвращается, чтобы выяснить отношения с Энни. |    |                                                                     |                   |                                      |                   |         |
| 46 | 22 | «Confessions» «Признания»                                           | Ребека Синклер    | Ребека Синклер                       | 18 мая 2010       | 1,60    |
| Лиам признаётся Наоми, что больше не любит её. Опустошённая девушка обращается за помощью к опасному человеку. Тэдди узнаёт, что его отец пытался подкупить Сильвер, чтобы та перестала с ним встречаться. Тогда юноша решает отомстить отцу, выбрав для этого самый бескомпромиссный способ. Энни и Лиам спускают на воду лодку, которую строил юноша. Неожиданно для себя, в море они открывают друг другу свои самые тёмные секреты. Тем временем, один из жителей Беверли-Хиллз решил уничтожить творение Лиама, устроив небольшой взрыв, который приведёт к самым трагическим последствиям. Новость, которую узнал Райан от вернувшейся в Беверли-Хиллз Джен, полностью меняет его жизнь. Дэбби и Гарри решают, стоит ли им продолжать жить в браке, а Адрианна вновь решает начать встречаться с Навидом, который скрывает свой секрет. Диксон и Айви расстаются. План Джен отомстить Наоми и Райану набирает обороты, а тайна Энни всплывает наружу. |    |                                                                     |                   |                                      |                   |         |

## Warriors In Pink
Начиная с 2007 года, автомобильная компания Ford объединила усилия с организацией Susan G. Komen For The Cure, основав программу под названием Круг обещаний (англ. Circle of Promise) для борьбы с раком груди среди африканского и американского женского населения. В рамках программы компанией Ford было произведено более 2,5 тысяч автомобилей.
К 2009 году производство машин для фонда увеличилось до 1 тысячи машин, представленных на Международном Автошоу в Нью-Йорке.
Джессика Строуп (Эйрин Сильвер) и Дженни Гарт (Келли Тейлор) вступили в программу фонда по борьбе с раком груди. По сюжету алкоголичка Джеки Тейлор, мать Келли и Эйрин, умирает от рака в 10 эпизоде второго сезона. В 8 эпизоде второго сезона Джессика носит майку с надписью Боец (англ. Warrior) — логотипом программы. Кроме того, в 4 эпизоде третьего сезона Сильвер устраивает аукцион холостяков в поддержку фонда — все средства, полученные в тот вечер, пошли на борьбу с раком.
Джессика Строуп выступила с видео-обращением к молодым девушкам, напоминая о возможности развития рака груди и борьбе с болезнью на ранних стадиях — поэтому врачи считают крайне важным проходить периодические проверки на заболевание. Дженни Гарт также стала лицом кампании, появившись вместе со своей экранной сестрой Джессикой Строуп на различных постерах и баннерах.

## Интересные факты
- Во втором сезоне Лиам, Диксон и Тэдди попадают в пляжную команду по сёрфингу. Актёрам Мэтту Лантеру и Тристану Уайлдзу пришлось брать урок катания на доске, в то время как Тревор Донован катается с детства и всегда возит с собой доску, чтобы в перерывах между съёмками оседлать волну. Майкл Стэгер сказал, что очень завидовал коллегам, так как им пришлось много времени проводить на пляже.[45].
- На вечеринке в первой серии ребята исполняют танец «Stanky Leg».
- Грег Воган, снявшийся во втором сезоне в роли тренера по йоге Кая, играл в оригинальном сериале пожарного Клиффа Йегера, возлюбленного Донны Мартин.
- В одной из сцен Адрианна и Джиа смотрят фильм 1970 года «История любви» с Райаном О’Нилом и Эли Макгроу в главных ролях. Райан О’Нил исполнил роль отца Тэдди, Спэнса Монтгомери в последних 4 эпизодах второго сезона.
- Тедди говорит: «Эй, Сильвер и её серебряный язык!», а Сильвер, указывая на Наоми, отвечает: "Пофлиртуй с ней! Я не любительница историй в духе «Вики, Кристина, Барселона». «Вики Кристина Барселона» — название фильма 2008 года режиссёра Вуди Аллена, в котором две американки проводят лето в Барселоне с художником, влюбившимся в обеих.
- Ипподром в 11 серии снимали в Калифорнии на Santa Anita Race Track.
- Наоми говорит о Джейсоне: «Он читает книги для удовольствия, девчонки!». Сильвер отвечает: "Ага, вроде «Лолиты». «Лолита» — роман 1955 года Владимира Набокова о мужчине средних лет, у которого возникла сексуальная связь со своей падчерицей — двенадцатилетней девочкой по имени Лолита.
- Исполнительный продюсер сериала Ребекка Синклер сама написала сценарий финального эпизода сезона и сняла его в качестве режиссёра.
- В комнате Ричарда и Джереми висит постер документального фильма 2006 года «Неудобная правда».

## Рейтинги
Премьера 2 сезона собрала 2,44 млн зрителей с рейтингом 1,2 в возрастной группе от 18 до 49 лет. Сериал стал лидером по количеству зрителей в демо-группе (от 18 до 49) в период с 22 по 28 марта, когда показатели рейтинга возросли с 0,7 до 1,1. Рейтинги DVR, в основном, повторяли эфирные рейтинги.

## Выпуск на DVD
| Название     | Регион 1             | Регион 2             | Регион 4          | Количество дисков | Дополнения |
| ------------ | -------------------- | -------------------- | ----------------- | ----------------- | --- |
| Второй сезон | 24 августа 2010 года | 6 сентября 2010 года | 21 июля 2010 года | 6 (22 эпизода)    | Комментарии актёров к некоторым эпизодам Комментарии продюсеров к некоторым эпизодам Новые лица, те же драмы Декорации сериала Команда по сёрфингу Пляжный клуб Адрианна и Навид Главные события 2 сезона |

В России на лицензионном DVD сериал не издавался.